# Distretto di Dunakeszi
Il distretto di Dunakeszi (in ungherese Dunakeszi járás) è un distretto dell'Ungheria, situato nella provincia di Pest.